# MSV Duisburg
MSV Duisburg is een Duitse sportvereniging uit Duisburg, Noordrijn-Westfalen. De club is het bekendst om zijn voetbalafdeling, maar is ook actief in handbal, hockey, atletiek, tennis, volleyball, judo en turnen. De voetbalafdeling speelt zijn thuiswedstrijden in de Schauinsland-Reisen-Arena. De club was in 1963 een van de oprichters van de Bundesliga. De club bereikte vier keer de finale van de DFB-Pokal, maar hierin waren Bayern München (2x), Eintracht Frankfurt en FC Schalke 04 te sterk voor de club.

## Naam van de club
De club werd opgericht als Meidericher Spiel-Verein toen Meiderich nog een zelfstandige gemeente was. In 1905 fuseerde de club met SK Viktoria Meiderich en nam de naam Meidericher Sportverein aan, maar greep drie jaar later terug naar de oude naam. In 1919 werd de club onderdeel van de turnvereniging Meidericher TuS 1880. In 1923 gingen beide verenigingen weer hun eigen weg omdat de overheid besloten had dat turnclubs en balsportclubs niet onder hetzelfde dak mochten. In 1944/45 ging de club een tijdelijke fusie aan met rivaal SpVgg Meiderich 06.
Op 9 januari 1967 nam de club de huidige naam MSV Duisburg aan. Deze beslissing werd twee en een half jaar eerder genomen op aandringen van de stad Duisburg. Na de teloorgang van legendarische club Duisburger SpV en ook van kleinere clubs als Duisburger FV 08 en TuS Duisburg 48/99 had de stad geen grote club meer met de naam Duisburg.

## Geschiedenis

### Beginjaren tot aan de Tweede Wereldoorlog
Na de oprichting op 2 juni 1902 trad de club op 17 september van dat jaar toe tot de West-Duitse voetbalbond en begon in de C-klasse, toen de derde en laagste reeks. Na drie seizoenen promoveerde de club naar de tweede klasse, maar dit eindigde in een ramp en de club haalde geen enkel punt, maar degradeerde niet. Hierna ging het beter en in 1910 werd de club kampioen en promoveerde zo voor het eerst naar de hoogste klasse van de Ruhrcompetitie en werd vierde. Doordat deze competitie tijdelijk ontbonden werd ging de club in de Noordrijncompetitie spelen en eindigde twee jaar in de middenmoot. De Ruhrcompetitie werd heringevoerd, maar Meiderich mocht niet in de hoogste klasse starten. De club won alle wedstrijden in de tweede klasse en had een doelsaldo van 88:13. Bij de voorbereiding van het nieuwe seizoen won de club met 19:2 tegen TC Gelsenkirchen 74, dat ook in de hoogste klasse speelde. Door het uitbreken van de Eerste Wereldoorlog werd de competitie in meerdere reeksen opgedeeld en de club geen noemenswaardige resultaten behalen, buiten winst in de oorlogsbeker van 1915 in de finale tegen Eppenhausener FC 1911. In het eerste naoorlogse seizoen belandde de club weer in de Noordrijncompetitie en werd nu vicekampioen achter Duisburger SpV. De Noordrijncompetitie werd ontbonden en de clubs uit Duisburg werden overgeheveld naar de Bergisch-Markse competitie. Deze was in vier reeksen opgedeeld en de club werd vierde, maar omdat de competitie werd teruggebracht naar één reeks volstond dit niet om het behoud te verzekeren. Na één seizoen kon de club wel weer de promotie behalen en ging nu in de nieuwe Nederrijncompetitie spelen.
De competitie werd over twee jaar gespreid en het eerste seizoen werd de heenronde gespeeld. De club werd derde achter grote clubs Duisburger SpV en Duisburger FV 08. In de terugronde deed de club het iets minder goed, waardoor VfvB Ruhrort 1900 er nog in slaagde de club voorbij te steken. Ook de volgende twee seizoenen eindigde de club telkens op de derde plaats. Na dit seizoen werd de competitie weer over één seizoen gespeeld en ook gesplitst in twee reeksen. Samen met Duisburger FV 08 werd de club groepswinnaar en verloor in de finale om de groepswinst met 3:2 voor 15.000 toeschouwers. Het volgende seizoen werd de club opnieuw tweede ,zei het met duidelijke achterstand op CFC Preußen 1895 Krefeld. In 1928/29 werd de club voor het eerst groepswinnaar en nam het op tegen andere groepswinnaar SpVgg 1904 Oberhausen-Styrum. Na een 6:1 thuisoverwinning verloor de club in Oberhausen met 1:0. Doordat het doelsaldo nog niet telde in deze tijd werd er een derde wedstrijd gespeeld die na verlengingen op 0:0 eindigde, ook strafschoppen beslisten nog niet over een wedstrijd dus werd er een vierde wedstrijd gespeeld die Meiderich met 3:2 won na verlengingen. Hierdoor plaatste de club zich voor het eerst voor de West-Duitse eindronde. De acht kampioenen werden verdeeld over twee groepen van vier clubs. Meidericher SpV werd in groep noord tweede achter FC Schalke 04 en plaatste zich voor de finaleronde waarin ze samen met Schalke eerste werden. Er kwam een beslissende wedstrijd die Schalke won. Als vicekampioen mocht de club wel naar de eindronde om de landstitel, waar ze meteen verloren van Hamburger SV. Door deze goede prestaties was de club de grote titelkandidaat voor het volgende seizoen maar de verwachtingen werden niet ingelost en de club werd derde. Het volgende seizoen werd de club opnieuw groepswinnaar, met vijf punten voorsprong op Homberger SpV 03. In de finale werd SpVgg Sterkrade 06/07 verslagen met 5:1, 5:5. Hierdoor plaatste de club zich opnieuw voor West-Duitse eindronde. De acht kampioenen werden verdeeld over twee groepen van vier clubs. Meidericher SpV werd in groep noord tweede achter VfB 03 Bielefeld en plaatste zich voor de finaleronde waarin ze derde werden. De club maakte wel nog kans op de eindronde om de landstitel door te spelen tegen de winnaar van de vicekampioeneneindronde. Meiderich versloeg Sportfreunde Schwarz-Weiß Barmen en ging naar de eindronde waarin ze meteen verloren van SV 1860 München met 1:4. In 1931/32 werd opnieuw de groepswinst behaald, met één punt voorsprong op Ruhrort. Tegenstander in de finale was Duisburger FV 08 die in drie wedstrijden ook overwonnen werd. De eindronde werd nu in knock-outfase gespeeld en na een overwinning op SpVgg Herten verloor de club van FC Schalke 04. Het volgende seizoen werd de club tweede achter Hamborn 07. Na dit seizoen kwam de NSDAP aan de macht en werd de competitie grondig geherstructureerd. De West-Duitse bond en zijn acht competities werden ontbonden en vervangen door de Gauliga Niederrhein. Er kwalificeerde zich slechts vier clubs. Buiten kampioen Hamborn 07 werden ook Duisburger FV 08 en Duisburger TSV 1899, die eerste en tweede eindigden in groep A geselecteerd. Logischerwijze zou Meidericher SpV de vierde club zijn, maar het werd uiteindelijk Preußen Krefeld, dat slechts zevende geëindigd was. Waarschijnlijk werd dit gedaan omdat er al drie clubs uit Duisburg in de Gauliga gingen spelen en het overwicht anders te groot zou zijn. Veel spelers verlieten de club omdat ze niet in de tweede klasse wilden spelen. De eerste seizoenen kon de club nog met de subtop aan in de tweede klasse, maar zakte langzaam weg richting degradatiezone. In 1939 werden de activiteiten gestaakt door het uitbreken van de Tweede Wereldoorlog, vele spelers gingen het leger in.

### Oberliga
Na de oorlog werd er opnieuw een regionale competitie georganiseerd waarin de club tweede werd achter Rot-Weiß Oberhausen. Het seizoen erna werd de club vijfde en dit volstond niet om opgenomen te worden in de nieuwe Oberliga West, die ging fungeren als een van de vijf hoogste klassen. Na twee jaar Landesliga, werd de II. Liga West de nieuwe tweede klasse waar de club ging spelen en in 1951 werd de club kampioen en promoveerde zo naar de Oberliga. Het seizoen begon veelbelovend en na de heenronde stond de club op een vierde plaats, met slechts twee punten achterstand op herfstkampioen Schalke 04, maar de terugronde verliep minder gunstig en de club werd uiteindelijk achtste. Het volgende seizoen werd de club wel vierde en kon winnen tegen grote clubs als 1. FC Köln en Rot-Weiss Essen. De toeschouwersaantallen waren goed, daar het de enige club was die in het Duisburgse grote Wedaustadion mocht spelen. Er werden geen nieuwe aankopen gedaan en de club vertrouwde op de jeugd, die het echter niet waarmaakte. Pas op de negende speeldag won de club voor de eerste keer en stond lange tijd laatste. De club herpakte zich en kon het behoud nog verzekeren, maar in 1954/55 kon de degradatie niet vermeden worden. Na een vicetitel achter VfL Bochum promoveerde de club na één seizoen weer naar de Oberliga. De club begon slecht aan het seizoen maar het tij keerde en de club haalde zwaar uit naar clubs als Schwarz-Weiß Essen (7:1) en Borussia Mönchengladbach (8:1) en vestigde zich in de top drie. In de terugronde speelde de club vaak gelijk wat tot puntenverlies leidde en uiteindelijk een zevende plaats. Na een vierde plaats het volgende seizoen ging het langzaam bergaf en kwam degradatie nabij. Echter herpakte de club zich en werd vijfde in 1962/62. Het volgende seizoen was het nog belangrijker om hoog te eindigen omdat hierna de Bundesliga ingevoerd werd als hoogste klasse en hiermee was Duitsland een van de laatste landen van Europa om één competitie te hebben als hoogste klasse. De club stond aan de winterstop zevende maar werkte zich in de terugronde naar de derde plaats en kwalificeerde zich voor de Bundesliga.

### 1963-heden
Op 24 augustus 1963 ging de Bundesliga eindelijk van start en begon met een 4:1 overwinning op Karlsruher SC. De club had een uitzonderlijk goed seizoen en werd vicekampioen achter 1. FC Köln. Het volgende seizoen volgde de ontnuchtering en de club flirtte een tijdlang met de degradatie en redde zich door een sterkere terugronde. In 1965/66 schreef de club geschiedenis door met 0:9 te winnen tegen Tasmania Berlin. Het was de hoogste uitzege uit de geschiedenis van de Bundesliga en dit record werd tot op heden nog niet verbeterd. Met zeventig doelpunten dat seizoen was dit ook het seizoen met de meeste doelpunten voor de club, echter eindigde Meiderich pas achtste. De club behaalde wel de finale van de DFB-Pokal, maar verloor die van Bayern München.
In het seizoen 1977/78 speelden ze in de UEFA Cup en behaalden de halve finale. Na 19 jaar in de Bundesliga degradeerden ze in 1982 en in 1986 zelfs naar de regionale competities. In 1989 promoveerden ze weer en in 1991 kwamen ze weer in de Bundesliga. Ze degradeerden meteen weer, maar promoveerden ook meteen weer. In 2000 degradeerden ze weer naar de 2. Bundesliga, maar het seizoen 2004/05 werd afgesloten met een tweede plaats, waardoor ze weer promoveerden. Na degradatie in het seizoen 2005/2006 slaagde de club erin om als derde in de 2. Bundesliga te eindigen (seizoen 2006/2007), wat voldoende is voor promotie. Maar in het seizoen 2007/2008 eindigde de club als laatste en degradeerde daarmee weer naar de 2. Bundesliga. MSV Duisburg blijft zodoende onafgebroken heen en weer pendelen.
In 2013 kreeg de club, ondanks een 11e plaats in de reguliere competitie, vanwege financiële problemen geen licentie om het seizoen 2013-2014 weer in de 2. Bundesliga aan te treden, en degradeerde de club noodgedwongen naar de 3. Liga. In 2015 promoveerde de club weer. Het seizoen 2015-2016 verliep erg moeizaam voor de Zebra's: nadat de club van de 2e tot de 32e speelronde onafgebroken op een directe degradatieplaats stond, werd in de twee laatste speelrondes nog de 16e plaats bereikt, waardoor een promotie-degradatiewedstrijd gespeeld moest worden. Over twee wedstrijden was FC Würzburger Kickers echter te sterk waardoor MSV Duisburg na een jaar aanwezigheid op het tweede niveau weer degradeerde naar de 3. Liga. In 2017 promoveerde de club weer, echter in 2019 volgde opnieuw degadatie naar de 3. Liga. In 2024 degradeerde de club voor het eerst in het bestaan naar de vierde klasse.

## Erelijst
- 3. Liga

Kampioen: 2017
- DFB-Pokal

Finalist: 1966, 1975, 1998, 2011
- Niederrheinpokal: 2014, 2017
- Kampioen Nederrijn

Winnaar: 1929, 1931, 1932

## Overzichtslijsten
| Niveau | Aantal | Periode (1947-2025) |
| ------ | ------ | --- |
| I      | 39     | 1951-1955, 1956-1982, 1991-1992, 1993-1995, 1996-2000, 2005-2006, 2007-2008                                             |
| II     | 27     | 1947-1951, 1955-1956, 1982-1986, 1989-1991, 1992-1993, 1995-1996, 2000-2005, 2006-2007, 2008-2013, 2015-2016, 2017-2019 |
| III    | 11     | 1986-1989, 2013-2015, 2016-2017, 2019-2024                                                                              |
| IV     | 1      | 2024-.... |

### Eindklasseringen vanaf 1964 (grafiek)
- 1964 2e
Bundesliga
- 1965 7e
Bundesliga
- 1966 8e
Bundesliga
- 1967 11e
Bundesliga
- 1968 7e
Bundesliga
- 1969 12e
Bundesliga
- 1970 15e
Bundesliga
- 1971 7e
Bundesliga
- 1972 14e
Bundesliga
- 1973 10e
Bundesliga
- 1974 15e
Bundesliga
- 1975 14e
Bundesliga
- 1976 10e
Bundesliga
- 1977 9e
Bundesliga
- 1978 6e
Bundesliga
- 1979 13e
Bundesliga
- 1980 14e
Bundesliga
- 1981 12e
Bundesliga
- 1982 18e
Bundesliga
- 1983 11e
2. Bundesliga
- 1984 3e
2. Bundesliga
- 1985 13e
2. Bundesliga
- 1986 20e
2. Bundesliga
- 1987 2e
Oberliga
- 1988 1e
Oberliga
- 1989 1e
Oberliga
- 1990 10e
2. Bundesliga
- 1991 2e
2. Bundesliga
- 1992 19e
Bundesliga
- 1993 2e
2. Bundesliga
- 1994 9e
Bundesliga
- 1995 17e
Bundesliga
- 1996 3e
2. Bundesliga
- 1997 9e
Bundesliga
- 1998 8e
Bundesliga
- 1999 8e
Bundesliga
- 2000 18e
Bundesliga
- 2001 11e
2. Bundesliga
- 2002 11e
2. Bundesliga
- 2003 8e
2. Bundesliga
- 2004 7e
2. Bundesliga
- 2005 2e
2. Bundesliga
- 2006 18e
Bundesliga
- 2007 4e
2. Bundesliga
- 2008 18e
Bundesliga
- 2009 6e
2. Bundesliga
- 2010 6e
2. Bundesliga
- 2011 8e
2. Bundesliga
- 2012 10e
2. Bundesliga
- 2013 11e
2. Bundesliga
- 2014 7e
3. Liga
- 2015 2e
3. Liga
- 2016 16e
2. Bundesliga
- 2017 1e
3. Liga
- 2018 7e
2. Bundesliga
- 2019 18e
2. Bundesliga
- 2020 5e
3. Liga
- 2021 15e
3. Liga
- 2022 15e
3. Liga
- 2023 12e
3. Liga
- 2024 18e
3. Liga
- 2025 1e
Regionalliga

- Niveau 1
- Niveau 2
- Niveau 3
- Niveau 4

| Legenda niveautijdlijn | Legenda niveautijdlijn      | Legenda niveautijdlijn      | Legenda niveautijdlijn      | Legenda niveautijdlijn    | Legenda niveautijdlijn |
| Liga                   | Seizoen 1963/64 t/m 1973/74 | Seizoen 1974/75 t/m 1993/94 | Seizoen 1994/95 t/m 2007/08 | Seizoen 2008/09 tot heden | Opmerking              |
| ---------------------- | --------------------------- | --------------------------- | --------------------------- | ------------------------- | ---------------------- |
| Bundesliga             | Niveau I                    | Niveau I                    | Niveau I                    | Niveau I                  |                        |
| 2. Bundesliga          | --                          | Niveau II                   | Niveau II                   | Niveau II                 |                        |
| 3. Liga                | --                          | --                          | --                          | Niveau III                |                        |
| Regionalliga           | Niveau II                   | --                          | Niveau III                  | Niveau IV                 |                        |
| Oberliga               | --                          | Niveau III *                | Niveau IV                   | Niveau V                  | * vanaf 1978/79        |

### Duisburg in Europa
#R = #ronde, Groep = groepsfase, 1/8 = achtste finale, 1/4 = kwartfinale, 1/2 = halve finale, T/U = Thuis/Uit, W = Wedstrijd, PUC = punten UEFA coëfficiënten .
Uitslagen vanuit gezichtspunt MSV Duisburg
| Seizoen                                                     | Competitie    | Ronde   | Land                                    | Club                     | Totaalscore | 1e W    | 2e W       | PUC  |
| ----------------------------------------------------------- | ------------- | ------- | --------------------------------------- | ------------------------ | ----------- | ------- | ---------- | ---- |
| 1975/76                                                     | UEFA Cup      | 1R      | Vlag van Cyprus                         | Enosis Neon Paralimni    | 10-3        | 7-1 (T) | 3-2 (U)    | 6.0  |
|                                                             |               | 2R      | Vlag van Bulgarije (1971-1990)          | Levski-Spartak Sofia     | 4-4 u       | 3-2 (T) | 1-2 (U)    | 6.0  |
| 1978/79                                                     | UEFA Cup      | 1R      | Vlag van Polen                          | Lech Poznań              | 10-2        | 5-0 (T) | 5-2 (U)    | 15.0 |
|                                                             |               | 2R      | Vlag van Duitse Democratische Republiek | FC Carl Zeiss Jena       | 3-0         | 0-0 (U) | 3-0 nv (T) | 15.0 |
|                                                             |               | 1/8     | Vlag van Frankrijk                      | RC Strasbourg            | 4-0         | 0-0 (U) | 4-0 (T)    | 15.0 |
|                                                             |               | 1/4     | Vlag van Hongarije                      | Boedapest Honvéd SE      | 4-4 u       | 3-2 (U) | 1-2 (T)    | 15.0 |
|                                                             |               | 1/2     | Vlag van Duitsland                      | Borussia Mönchengladbach | 3-6         | 2-2 (T) | 1-4 (U)    | 15.0 |
| 1997                                                        | Intertoto Cup | Groep 1 | Vlag van Denemarken                     | Aalborg BK               | 2-0         | 2-0 (T) |            | 0.0  |
|                                                             |               | Groep 1 | Vlag van Wit-Rusland                    | Dinamo-93 Minsk          | 1-0         | 1-0 (U) |            | 0.0  |
|                                                             |               | Groep 1 | Vlag van Nederland                      | sc Heerenveen            | 2-0         | 2-0 (T) |            | 0.0  |
|                                                             |               | Groep 1 | Vlag van Polen                          | Polonia Warschau         | 0-0         | 0-0 (U) |            | 0.0  |
|                                                             |               | 1/2     | Vlag van Rusland                        | Dinamo Moskou            | 5-3         | 2-2 (U) | 3-1 (T)    | 0.0  |
|                                                             |               | F       | Vlag van Frankrijk                      | AJ Auxerre               | 0-2         | 0-0 (T) | 0-2 (U)    | 0.0  |
| 1998/99                                                     | Europacup II  | 1R      | Vlag van België                         | Racing Genk              | 1-6         | 1-1 (T) | 0-5 (U)    | 1.0  |
| 1999                                                        | Intertoto Cup | 2R      | Vlag van Noord-Ierland                  | Newry Town               | 2-1         | 2-0 (T) | 0-1 (U)    | 0.0  |
|                                                             |               | 3R      | Vlag van Turkije                        | Kocaelispor Izmir        | 3-0         | 3-0 (U) | 0-0 (T)    | 0.0  |
|                                                             |               | 1/2     | Vlag van Frankrijk                      | Montpellier HSC          | 1-4         | 1-1 (T) | 0-3 (U)    | 0.0  |
| Totaal aantal behaalde punten voor UEFA coëfficiënten: 22.0 |               |         |                                         |                          |             |         |            |      |

Zie ook
- Deelnemers UEFA-toernooien Duitsland
- Ranglijst van alle clubs die in de diverse Europa Cups zijn uitgekomen

## Promotie en degradatie
De klasseringen van MSV Duisburg sinds het seizoen 1991/1992 laten 6 promoties zien en 7 degradaties. De degradatie in 2013 was omdat MSV Duisburg vanwege financiële problemen geen Bundesligalicentie kreeg.
| Competitie        | Seizoen | Resultaat | Gevolg                                                 |
| ----------------- | ------- | --------- | ------------------------------------------------------ |
| 1. Bundesliga     | 1991/92 | 19        | degradatie                                             |
| 2. Bundesliga     | 1992/93 | 2         | promotie                                               |
| 1. Bundesliga     | 1993/94 | 9         |                                                        |
| 1. Bundesliga     | 1994/95 | 17        | degradatie                                             |
| 2. Bundesliga     | 1995/96 | 3         | promotie                                               |
| 1. Bundesliga     | 1996/97 | 9         |                                                        |
| 1. Bundesliga     | 1997/98 | 8         |                                                        |
| 1. Bundesliga     | 1998/99 | 8         |                                                        |
| 1. Bundesliga     | 1999/00 | 18        | degradatie                                             |
| 2. Bundesliga     | 2000/01 | 11        |                                                        |
| 2. Bundesliga     | 2001/02 | 11        |                                                        |
| 2. Bundesliga     | 2002/03 | 8         |                                                        |
| 2. Bundesliga     | 2003/04 | 7         |                                                        |
| 2. Bundesliga     | 2004/05 | 2         | promotie                                               |
| 1. Bundesliga     | 2005/06 | 18        | degradatie                                             |
| 2. Bundesliga     | 2006/07 | 3         | promotie                                               |
| 1. Bundesliga     | 2007/08 | 18        | degradatie                                             |
| 2. Bundesliga     | 2008/09 | 6         |                                                        |
| 2. Bundesliga     | 2009/10 | 6         |                                                        |
| 2. Bundesliga     | 2010/11 | 8         |                                                        |
| 2. Bundesliga     | 2011/12 | 10        |                                                        |
| 2. Bundesliga     | 2012/13 | 11        | degradatie (wegens niet verkrijgen Bundesligalicentie) |
| 3. Liga           | 2013/14 | 7         |                                                        |
| 3. Liga           | 2014/15 | 2         | promotie                                               |
| 2. Bundesliga     | 2015/16 | 16        | degradatie (na promotie/degradatie-wedstrijden)        |
| 3. Liga           | 2016/17 | 1         | promotie                                               |
| 2. Bundesliga     | 2017/18 | 7         |                                                        |
| 2. Bundesliga     | 2018/19 | 18        | degradatie                                             |
| 3. Liga           | 2023/24 | 18        | degradatie                                             |
| Regionalliga West | 2024/25 | 1         | promotie                                               |

## Statistieken Bundesliga
- Grootste thuisoverwinning: (6 april 1968) 7-0 tegen 1. FC Kaiserslautern
- Grootste uitoverwinning: (26 maart 1966) 0-9 tegen Tasmania Berlin (dit is de hoogste uitzege uit de geschiedenis van de Bundesliga)
- Grootste thuisnederlaag: (10 april 1994) 1-7 tegen 1. FC Kaiserslautern
- Grootste uitnederlaag: (26 september 1981) 7-0 tegen Hamburger SV

## Spelers records
Top-5 meest gespeelde wedstrijden
| Nr. | Land      | Naam                   | Positie      | Periode               | Aantal |
| --- | --------- | ---------------------- | ------------ | --------------------- | ------ |
| 1.  | Duitsland | Bernard Dietz          | Verdediger   | 1970-1982             | 485    |
| 2.  | Duitsland | Michael Bella          | Verdediger   | 1964-1978             | 469    |
| 3.  | Duitsland | Herbert Büssers        | Middenvelder | 1972-1984             | 414    |
| 4.  | Duitsland | Franz-Josef Steininger | Middenvelder | 1979-1986 / 1989-1996 | 409    |
| 5.  | Duitsland | Detlef Pirsig†         | Verdediger   | 1965-1977             | 397    |

Top-5 Doelpuntenmakers
| Nr. | Land      | Naam             | Periode   | Aantal |
| --- | --------- | ---------------- | --------- | ------ |
| 1.  | Duitsland | Ronald Worm      | 1972-1979 | 119    |
| 2.  | Duitsland | Herbert Büssers  | 1972-1984 | 93     |
| 3.  | Duitsland | Rudolf Seliger   | 1971-1983 | 90     |
| 4.  | Duitsland | Bernard Dietz    | 1970-1982 | 87     |
| 5.  | Duitsland | Michael Tönnies† | 1987-1992 | 74     |

Stand: 20-05-2024

## Bekende (ex-)spelers
- Erik Bo Andersen
- Kristoffer Andersen
- Kees Bregman
- Mark Flekken
- Iulian Filipescu
- Peter Van Houdt
- Salou Ibrahim
- Manasseh Ishiaku
- Slobodan Komljenović
- Dorge Kouemaha
- Werner Krämer
- Michael Lamey
- Quido Lanzaat
- Gökhan Lekesiz
- Roger Ljung
- Alfred Nijhuis
- Michael Preetz
- Niklas Skoog
- Goran Šukalo
- Heinz Versteeg
- Vincent Vermeij
- Gerrit Nauber